# Матвеев, Евгений Семёнович
Евге́ний Семёнович Матве́ев (8 марта 1922, Новоукраинка, Днепровский уезд — 1 июня 2003, Москва) — советский и российский актёр, кинорежиссёр, сценарист, педагог, общественный деятель; народный артист СССР (1974), лауреат Государственной премии РСФСР им. братьев Васильевых (1974) и Государственной премии СССР (1978), кавалер двух орденов Ленина (1971, 1982).

## Биография

### Ранние годы
Родился 8 марта 1922 года в селе Новоукраинка (ныне Скадовский район, Херсонская область Украины). Мать Надежда Фёдоровна Коваленко, неграмотная украинская крестьянка, вышла замуж за русского красноармейца Семёна Калиновича Матвеева, предположительно из дворян, которого занесла в Таврию Гражданская война. Когда Евгению исполнилось четыре года, отец оставил семью.
После этого мать с сыном вернулась в родительский дом в село Чалбасы. Дед служил старостой в церкви и не простил дочь за то, что та вышла замуж без благословения и без венчания, к тому же за коммуниста. Как вспоминал Матвеев, «унижения, оскорбления — их мама испытала с избытком. И гордо, достойно сносила всё это, но только на людях, а наедине со мной, где-нибудь в закутке, плакала».
С девяти лет начал трудиться: выполнял подсобные работы в поле, торговал арбузами на дороге. На вырученные деньги купил балалайку и исполнял на ней частушки собственного сочинения. Две из них впоследствии вошли в картину «Любовь земная».
Чтобы дать сыну хорошее образование, мать переехала в районный город Цюрупинск и устроилась уборщицей в местную школу. Там Матвеев впервые увидел любительский спектакль и начал заниматься в самодеятельности. В девятом классе, узнав о наборе в студию Херсонского городского театра, с согласия матери оставил школу и поступил в театр, где участвовал в массовых сценах, играл небольшие роли. В 1940 году в Херсон с гастролями приехал Николай Черкасов. Побывав на спектакле «Безталанна», он заметил Евгения и посоветовал ему отправиться в Киев, чтобы поступать на курсы Александра Довженко.
Хотя набор в школу актёров при Киевской киностудии закончился за полгода до приезда Матвеева, он был принят в группу. Когда в конце 1940 года было объявлено, что вводится плата за обучение, его и ещё троих талантливых, но неимущих учеников исключили за неуплату. Узнав об этом, Довженко лично оплатил им обучение. Он так сильно переживал за судьбу учеников, что в тот день перенёс сердечный приступ.
С началом Великой Отечественной войны Матвеев был мобилизован, копал окопы и сооружал укрепления вокруг города. Был направлен на учёбу во 2-е Тюменское военно-пехотное училище, по окончании которого был оставлен в нём же для службы в качестве курсового офицера (преподавателя). Одним из курсантов его взвода был Александр Зацепин, впоследствии знаменитый кинокомпозитор, которого именно Матвеев привлёк к участию в армейской самодеятельности. Неоднократно подавал рапорты об отправке на фронт, которые не были удовлетворены. Демобилизован в конце 1946 года по личной просьбе Довженко и Веры Редлих (начальство хотело отправить его в военную академию).

### Театр и кино
В 1946—1948 годах играл в Тюменском драматическом театре. Член ВКП(б) с 1948 года. В 1947 году стал лауреатом Всероссийского смотра молодых артистов и побывал в Москве. Получил ряд приглашений, в том числе от Новосибирского драматического театра «Красный факел», где служил с 1948 по 1952 годы.
В 1951 году во время гастролей театра в Ленинграде получил приглашение от Михаила Царёва и уехал в Москву. С 1952 по 1968 год служил актёром Малого театра. Параллельно учился в студии Михаила Кедрова при Всероссийском театральном обществе. Будучи студентом, сыграл первую роль в кинокомедии «Доброе утро».
В 1959 году во время съёмок в фильме «Жеребёнок» упал с лошади и получил серьёзную травму. Врачи вырезали ему два порванных мениска в левом колене. Позже на гала-концерте «Товарищ Кино» организаторы уговорили его промчаться по стадиону в гриме Макара Нагульнова: лошади понесли, на повороте у тачанки отлетело колесо, и Матвеев получил травму позвоночника. Проходил реабилитацию в Институте курортологии и физиотерапии, получил третью группу инвалидности.
В 1967 году дебютировал в кино в качестве режиссёра с фильмом «Цыган» по мотивам романа Анатолия Калинина. С 1968 года начал работать на киностудии «Мосфильм».
С 1975 года и на протяжении многих лет руководил актёрской мастерской ВГИК, с 1985 года — как профессор. Его учениками были Наталья Вавилова, Валерия Рижская, Владимир Шевельков, Андрей Гусев, Алим Кулиев и другие.

С 1976 по 1986 год являлся секретарём правления Союза кинематографистов СССР. В 1986 году во время скандального V съезда кинематографистов СССР был смещён с поста вместе с другими именитыми советскими режиссёрами и практически отстранён от работы. Был на грани самоубийства. Впоследствии выступал с резкой критикой реформаторов: 
В кинематографе появилось много пошлости. Кто сейчас на экране? Проститутки, наркоманы, пьяницы, сутенёры. Вот какая шваль. А куда девался тот, кто и сейчас ковыряется в земле, тот, что у станка стоит?.. А об армии есть хороший фильм? Сейчас дошли до такого цинизма, что Павку Корчагина сделали отрицательным героем. Это уродство, это издевательство. Всё равно что на икону плюнуть. Я на дедушкины иконы не плевал.

### Последние годы
В 1990-е годы снял кинотрилогию «Любить по-русски», где также исполнил главную роль. Деньги на вторую часть были собраны в ходе своеобразного краудфандинга: в продажу была выпущена серия карманных календарей, предъявление которых давало право на бесплатный просмотр оригинального фильма в любом кинотеатре страны. Средства от реализации были направлены на производство сиквела. В ходе акции удалось собрать полмиллиарда рублей.
Участвовал в телепрограммах «Белый попугай» и «Час пик» Владислава Листьева. Являлся академиком Национальной академии кинематографических искусств и наук России. Болел за футбольный клуб «Динамо».
Был членом Российской партии жизни.
Скончался 1 июня 2003 года на 82-м году жизни в Центральной клинической больнице от рака лёгких (диагноз ему поставили ещё в 1999 году). 4 июня в Доме кино прошла церемония прощания с артистом. Похоронен на Новодевичьем кладбище (участок № 10).

### Семья
Жена — певица Лидия Алексеевна Матвеева (3 сентября 1925 — 13 апреля 2017), родом из Омска, служила в хоре Большого театра. Познакомились в 1946 году на концерте в Тюменском музыкальном училище, зарегистрировали брак на следующий год. Прожили вместе 56 лет.
Дочь — Светлана Матвеева (род. 1947); сын — Андрей Матвеев (16 октября 1957 — 30 мая 2008).

## Творчество

### Роли в театре

#### Тюменский драматический театр(1946—1948)
- «Молодая гвардия» по А. А. Фадееву — Иван Земнухов
- «Без вины виноватые» А. Н. Островского — Незнамов
- «За тех, кто в море!» Б. А. Лавренёва — Боровский
- «Молодой лес» Н. Ф. Погодина — Черемизов
- «Коварство и любовь» Ф. Шиллера — Фердинанд

#### Новосибирский драматический театр «Красный факел»(1948—1951)
- «Великая сила» Б. С. Ромашова, реж. В. П. Редлих — Виктор Лавров (первая роль в театре)
- «Наш общий друг» по Ч. Диккенсу — Джон Гармон / Роксмит
- «За вторым фронтом» В. Н. Собко — Марков
- «Бешеные деньги» А. Н. Островского — Телятев
- «Кандидат партии» А. А. Крона — Леонтьев
- «Счастье» по П. А. Павленко — Юрий Поднебесько
- «Константин Заслонов» А. И. Мовзона — Аксанич
- «Незабываемый 1919-й» Вс. В. Вишневского — барон Фитингоф / комиссар округа
- 1951 — «Вей, ветерок!» Я. Райниса, реж. Э. М. Бейбутов — Улдыс
- 1951 — «Мещане» М. Горького, реж. Э. М. Бейбутов — Нил

#### Малый театр(1952—1964)
- 1952 — «Без вины виноватые» А. Н. Островского — Незнамов
- 1952 — «Северные зори» Н. Н. Никитина — Андрей Латкин
- 1953 — «Когда ломаются копья» Н. Ф. Погодина — Чебаков
- 1953 — «Порт-Артур» И. Ф. Попова и А. Н. Степанова — Звонарёв
- 1954 — «Опасный спутник» А. Д. Салынского — Андрей Корчёмный
- 1954 — «Иначе жить нельзя» А. В. Софронова — Рудди Мильце
- 1955 — «Сердце не камень» А. Н. Островского — Ераст
- 1955 — «Проданная колыбельная» Х. Лакснесса — Оули
- 1955 — «Ванина Ванини» по Стендалю — Пьетро Миссарильи
- 1955 — «Макбет» У. Шекспира — король Дункан
- 1956 — «Деньги» А. В. Софронова — Беркут
- 1957 — «Привидения» Г. Ибсена — Освальд
- 1957 — «Нашествие» Л. М. Леонова — Фёдор
- 1958 — «Власть тьмы» Л. Н. Толстого — мужик
- 1958 — «Село Степанчиково и его обитатели», инсценировка Н. Р. Эрдмана по Ф. М. Достоевскому — дворовый парень
- 1958 — «Крылья» А. Е. Корнейчука — колхозник
- 1958 — «Когда горит сердце», инсценировка В. А. Гольдфельда по роману В. П. Кина «По ту сторону» — военком
- 1958 — «Весёлка» Н. Я. Зарудного — Дмитро Шелест
- 1959 — «Ярмарка тщеславия». инсценировка И. В. Ильинского по В. Теккерею — Родон Кроули
- 1959 — «Карточный домик» О. Н. Стукалова — Игнат
- 1960 — «Осенние зори» В. И. Блинова — Столбов
- 1960 — «Любовь Яровая» К. А. Тренёва — Михаил Яровой
- 1961 — «Честность» А. В. Софронова — Павел Антонович Рагоза
- 1962 — «Палата» С. И. Алёшина — Гончаров
- 1963 — «Коллеги» по В. П. Аксёнову — Егоров
- 1964 — «Главная роль» С. И. Алёшина — Трофимов

### Фильмография

#### Актёр
- 1953 — Судьба Марины — эпизод
- 1955 — Доброе утро — Сергей Николаевич Судьбинин
- 1955 — Дорога — Гриша
- 1956 — Искатели — Андрей Лобанов
- 1957 — Дом, в котором я живу — Константин Давыдов, брат Сергея и Кати Давыдовых
- 1958 — Хождение по мукам (фильм № 2 «Восемнадцатый год») — Иван Лукич Сорокин
- 1958 — Дело «пёстрых» — Лобанов
- 1959 — Поднятая целина — Макар Нагульнов
- 1959 — Жеребёнок — Трофим
- 1960 — Воскресение — Нехлюдов
- 1963 — Левашов
- 1963 — Родная кровь — Федотов
- 1964 — Мать и мачеха — Николай Васильевич Кругляков
- 1965 — Новогодний календарь (музыкальный фильм)
- 1965 — Первая Бастилия — Потапов
- 1965 — Ярость — Василий Гулявин
- 1967 — Цыган — Будулай
- 1968 — Крах — Павловский
- 1969 — Почтовый роман — батумский чекист Иван Ковшов
- 1970 — Сохранившие огонь — Иван Клявин
- 1970 — Спорт, спорт, спорт
- 1970 — И был вечер, и было утро… — Ярцев
- 1971 — Смертный враг — Арсений Клюквин
- 1972 — Сибирячка — Добротин
- 1972 — Укрощение огня — директор завода
- 1973—1974 — Высокое звание — Шаповалов
- 1974 — Любовь земная — Захар Дерюгин
- 1976 — Солдаты свободы — Л. И. Брежнев
- 1977 — Судьба — Захар Дерюгин
- 1977 — Фронт за линией фронта — секретарь обкома Семиренко
- 1978 — Емельян Пугачёв — Емельян Пугачёв
- 1980 — Особо важное задание — Кириллов
- 1981 — Всего дороже (документальный) — ведущий
- 1981 — Фронт в тылу врага — Семиренко
- 1984 — Победа — Карпов
- 1985 — Анна и Антон / Anna es Anton — Антон
- 1985 — Завещание — Иван Крылов
- 1986 — Время сыновей — Семён Петрович Кордин
- 1988 — Отцы — тесть
- 1989 — Чаша терпения — Медников
- 1990 — Место убийцы вакантно… — Кныш
- 1991 — Клан — Л. И. Брежнев
- 1992 — Доброй ночи! — Пал Палыч
- 1995 — Любить по-русски — Валерьян Петрович Мухин
- 1995 — Волшебный фонарь 2 — пожилой любовник
- 1996 — Любить по-русски 2 — Валерьян Петрович Мухин
- 1999 — Любить по-русски 3: Губернатор — Валерьян Петрович Мухин
- 2001 — Под Полярной звездой — Л. И. Брежнев

### Режиссёр
- 1967 — Цыган
- 1969 — Почтовый роман
- 1972 — Смертный враг
- 1974 — Любовь земная
- 1977 — Судьба
- 1979 — Особо важное задание
- 1981 — Бешеные деньги
- 1985 — Победа
- 1986 — Время сыновей
- 1989 — Чаша терпения
- 1995 — Любить по-русски
- 1996 — Любить по-русски 2
- 1999 — Любить по-русски 3: Губернатор

### Сценарист
- 1967 — Цыган (совм. с Е. Н. Митько)
- 1972 — Смертный враг (совм. с А. Я. Витолем)
- 1974 — Любовь земная (совм. с П. Л. Проскуриным, В. К. Черных)
- 1977 — Судьба (совм. с П. Л. Проскуриным)
- 1981 — Бешеные деньги
- 1985 — Победа (совм. с В. В. Труниным)

### Озвучивание
- 1955 — Часы надежды (Польша) — капитан Волек, комендант госпиталя (роль Збигнева Юзефовича)
- 1968 — Кубанские казаки (восстановленная версия фильма 1949 года) — Гордей Ворон (роль Сергея Лукьянова)
- 1972 — Личная ответственность (документальный) — текст за кадром
- 1983 — Я, сын трудового народа — от автора
- 1992 — Весёлая карусель. № 24. Ворона (мультипликационный) — от автора

### Участие в фильмах
- 1979 — Профессия — киноактёр (документальный)
- 1983 — Фитиль № 256 (сюжет «Комментарии излишни») (документальный)
- 1996 — Валентина Телегина (из цикла телепрограмм канала «ОРТ» «Чтобы помнили») (документальный)

## Звания и награды
Государственные награды:
- Заслуженный артист РСФСР (1958)[20]
- Народный артист РСФСР (1964)
- Народный артист СССР (1974)
- Государственная премия СССР (1978) — за создание художественных фильмов «Любовь земная» и «Судьба»
- Государственная премия РСФСР имени братьев Васильевых (1974) — за создание образа современника в фильмах последних лет
- Два ордена Ленина (1971, 1982)
- орден Октябрьской Революции (1986)
- орден «За заслуги перед Отечеством» III степени (1997) — за выдающиеся заслуги в развитии отечественного киноискусства[21]
- орден «За заслуги перед Отечеством» II степени (2002) — за выдающийся вклад в развитие отечественного киноискусства[22]
- Медаль «За победу над Германией в Великой Отечественной войне 1941—1945 гг.»
- Медаль «Двадцать лет Победы в Великой Отечественной войне 1941—1945 гг.»
- Медаль «Тридцать лет Победы в Великой Отечественной войне 1941—1945 гг.»
- Медаль «Сорок лет Победы в Великой Отечественной войне 1941—1945 гг.»
- Медаль «50 лет Победы в Великой Отечественной войне 1941—1945 гг.»
- Медаль «За оборону Киева»
- Медаль «Ветеран труда»
- Медаль «В ознаменование 100-летия со дня рождения Владимира Ильича Ленина»
- Медаль «В память 1500-летия Киева»
- Медаль «В память 850-летия Москвы»
- Медаль «70 лет Вооружённых Сил СССР»
- Золотая медаль имени А. П. Довженко: 1974 — за создание образов современников в кино[23], в частности за главную роль генерал-майора Тимофея Петровича Шаповалова в фильме «Высокое звание»[24], 1978 — за фильм «Судьба»[23]

Другие награды, премии, поощрения и общественное признание:
- Кинофестиваль республик Закавказья и Украины (1968, Диплом Союза журналистов Армении, фильм «Цыган»)
- Всесоюзный кинофестиваль, в номинации «Первый приз среди историко-революционных фильмов» (1970, Минск, фильм «Почтовый роман»)
- Всесоюзный кинофестиваль, в номинации «Специальная премия кинофестиваля» (1978, премия за лучшую режиссуру и премия за лучшую мужскую роль, фильм «Судьба»)
- XXXI Международный кинофестиваль трудящихся в Чехословакии (1980, Приз за лучшее исполнение мужской роли, фильм «Емельян Пугачёв»)
- Всесоюзный смотр-конкурс фильмов о рабочем классе в Ярославле (1981, Первый приз, фильм «Особо важное задание»)
- Всесоюзный кинофестиваль, в номинации «Специальная премия кинофестиваля» (1985, фильм «Победа»)
- Международный кинофестиваль актёров кино «Созвездие» (1995, Приз «За выдающийся вклад в профессию»)
- Международный кинофестиваль в Ташкенте (1997, Приз «Золотая арча» за лучшую мужскую роль, фильм «Любить по-русски-2. Женская защита»)
- Международный кинофорум «Золотой Витязь» (2001, Премия «За выдающийся вклад в кинематограф»)
- Почётный гражданин Свердловской области (2002)[25]
- Медаль «За особый вклад в развитие Кузбасса» I степени (2002) — за многолетнюю плодотворную работу, высокий профессионализм, значительный вклад в социально-экономическое развитие области[26].

## Память
Творчеству и памяти актёра посвящены документальные фильмы и телепередачи:
- 2006 — Евгений Матвеев (из цикла передач телеканала «ДТВ» «Как уходили кумиры») (документальный)
- 2007 — «Евгений Матвеев: „Жизнь без вранья“» («Первый канал»)[27]
- 2007 — «Евгений Матвеев: „Любить по Матвееву“» («ТВ Центр»)[28]
- 2012 — «Евгений Матвеев: „Всем сердцем — раз и навсегда“» («Первый канал»)[29]
- 2017 — «Евгений Матвеев: „Эхо любви“» («ТВ Центр»)[30]
- 2017 — «Евгений Матвеев: „Последний день“» («Звезда»)[31]
- 2017 — «Евгений Матвеев: „Легенды кино“» («Звезда»)[32].
- 2022 — «Евгений Матвеев и Павел Кадочников: „Тайны кино“» («Москва. Доверие»)[33].